# Anagenesia minor
Anagenesia minor is een haft uit de familie Palingeniidae. De wetenschappelijke naam van de soort is voor het eerst geldig gepubliceerd in 1892 door Eaton.
De soort komt voor in het Oriëntaals gebied.